# 英国立法机关
英國擁有一套兩級的立法機構制度：英國國會是聯合王國及海外領土的最高立法機關，按照「議會至上」原則對全國事務擁有無限制的立法權；而蘇格蘭、威爾斯及北愛爾蘭在權力下放的憲制安排下，均有自己的自治議會。
英國總共有三個司法管轄區，分別是英格蘭及威爾斯、蘇格蘭及北愛爾蘭。各地亦有着不同的法例及法律制度。

## 英國國會

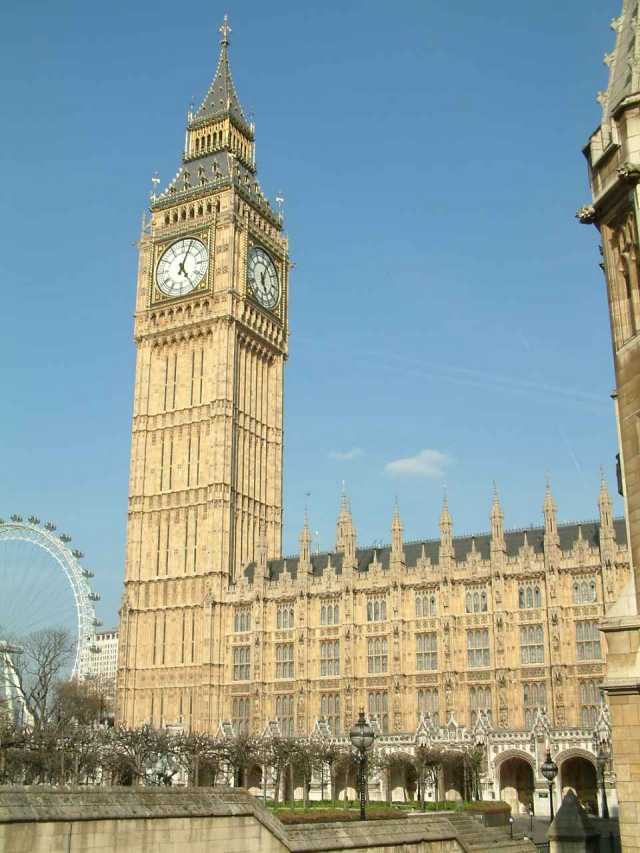
伦敦的威斯敏斯特宫是英国议会的驻所。

大不列颠及北爱尔兰联合王国议会（通称“联合王国议会”、“英国议会”、“威斯敏斯特议会”或“威斯敏斯特”）是大不列颠及北爱尔兰联合王国的最高立法机关，也是英格兰法律的最高制定机关。它独自拥有最高立法权，因此拥有对英国及海外领土所有其他政治机关的最终权利。
联合王国议会的首脑是英国君主（现为查爾斯三世），其驻所在英国伦敦威斯敏斯特的威斯敏斯特宫。
联合王国立法机关可采取法令和法律文书的形式。前者由英国议会直接通过；后者由部门大臣或國王会同枢密院在议会法令授权下制定，并一般需要经过议会批准（同意程序）或否决（否定程序）。
联合王国立法机关所审议的大多数法律被称为公共一般法，也被称为“议会法令”，因为它们将以法案的形式在下议院和上议院通过立法程序并获得批准，最后还需获得君主的御准。
作为赞助请愿的结果，地方及私人议会法令也需要提交给议会。然而，这些是通过委员会处理的，以使相关或受影响的各方能够挑战或更改拟议的法案。
由君主在皇家特权下制定的特权文书也是英国范围内立法的一个来源。
英国议会负责国防及所有外交及与国际组织关系，特别是与联合国、英联邦及欧盟的事务。
由于英格兰没有权力下放的立法机构，因此英国议会也是英格兰政府、立法部门、公共机构和地方政府的最高机关。

### 下议院
英国下议院是英国议会的下院，并且这是一个通过民主选举而产生的议院。英国下议院目前有650名國會議員，他们是通过在单一选区以领先者当选方式当选。按照当前的名额分配，英格兰有533名议员、苏格兰有59名议员、威尔士有40名议员，以及北爱尔兰有18名议员。
下议院被认为是英国议会的最高议院。

### 上议院
英国上议院是英国议会的上院，但这是一个未经选举而产生的议院，所有议员都由任命而产生。截至2018年8月，上议院共有793名成员，他们被称为“同行（Peers）”。
根据1911年和1949年的议会法令，上议院不再拥有与下议院相同的权力，尤其是在阻止一般立法和通过财政立法方面。

## 權力下放議會

### 苏格兰议会

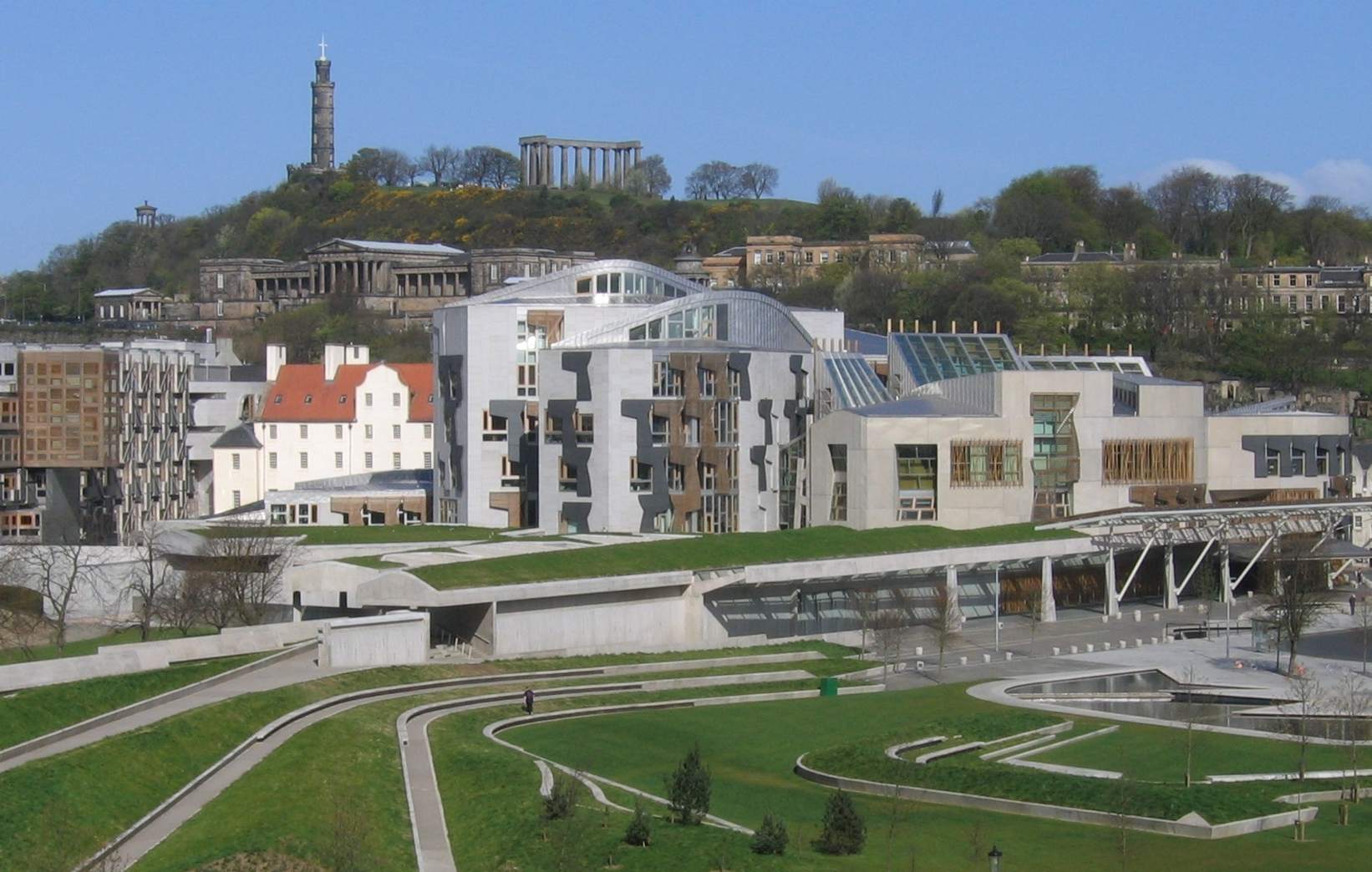
位于爱丁堡的苏格兰议会大楼。

苏格兰议会是苏格兰地区的一院制国家立法机关，其位于爱丁堡的荷里路德。

## 欧洲联盟
大不列颠及北爱尔兰联合王国是欧洲联盟的前成员国，《1972年欧洲共同体法》将欧洲联盟成员资格纳入联合王国法律体系，而该法案已于2020年1月31日格林威治标准时间晚上11点正式废除。目前，英国正处于退出欧盟后的过渡期。联合王国于1973年1月1日加入原称为欧洲共同体并在随后成为其成员国。
在2016年公投后，英国政府以微弱优势赞成其退出欧洲联盟；随即英国政府启动了脱欧谈判。原本预计英国将于2019年3月29日正式退出，但因为无法达成脱欧协议而不得不两次分别延长于同年4月12日和10月31日；而欧盟也于2019年10月批准第三次延期并将英国脱欧日期延后至2020年1月31日。

## 历史上的立法机关
- 英格蘭國會（13世纪－1707年）

- 苏格兰王国议会（13世纪－1707年）

- 爱尔兰领地议会（英语：Parliament of Ireland）（13世纪－1800年）

- 大不列颠王国议会（英语：Parliament of Great Britain）（1707年－1800年）

- 北爱尔兰议会（英语：Parliament of Northern Ireland）（1921年－1972年）